# Saxifraga laciniata
Saxifraga laciniata là một loài thực vật có hoa trong họ Saxifragaceae. Loài này được Nakai & Takeda miêu tả khoa học đầu tiên năm 1914.